# Орбан, Курт
Курт Орбан (англ. Kurt Orban, 6 августа 1916, Статен-Айленд, Нью-Йорк, Нью-Йорк, США — 8 февраля 2006, Лас-Вегас, Невада, США) — американский хоккеист (хоккей на траве), нападающий.

## Биография
Курт Орбан родился 6 августа 1916 года в нью-йоркском боро Статен-Айленд.
Играл в хоккей на траве за «Даунтаун».
В 1948 году вошёл в состав сборной США по хоккею на траве на Олимпийских играх в Лондоне, поделившей 10-12-е места. Играл на позиции нападающего, провёл 3 матча, мячей не забивал.
В 1956 году вошёл в состав сборной США по хоккею на траве на Олимпийских играх в Мельбурне, занявшей 12-е место. Играл на позиции нападающего, провёл 4 матча, забил 1 мяч в ворота сборной Сингапура.
Входил в хоккейный комитет Олимпийского комитета США.
Занимался бизнесом. Основал компанию Kurt Orban Partners, которая специализировалась на закупках специальной стали. После смерти Курта Орбана дело унаследовал его сын Мэтт Орбан.
Умер 8 февраля 2006 года в американском городе Лас-Вегас.